# Lobodon carcinophagus
La foca mangiagranchi o foca cancrivora (Lobodon carcinophagus Hombron & Jacquinot, 1842) è un mammifero carnivoro appartenente alla famiglia dei Phocidae, chiamata anche lobodonte carcinofago o cancrivoro. Nonostante il nome, questa foca non si nutre affatto di granchi, bensì di krill antartico e plancton, imitando grossomodo le balene.

## Descrizione

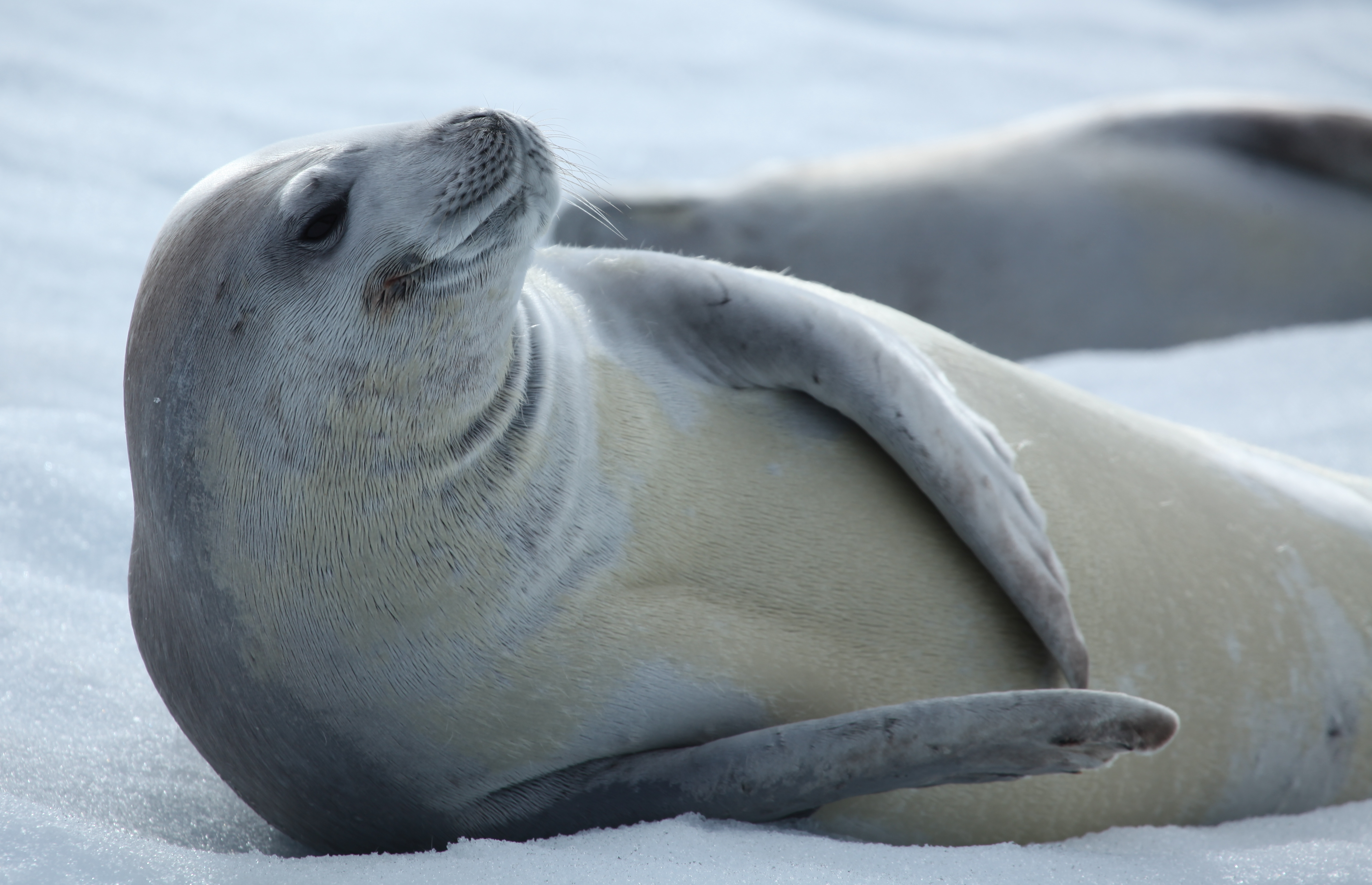
Foca cancrivora in Antartide

Gli adulti misurano mediamente 230 cm e pesano circa 200 kg anche se eccezionalmente possono arrivare a 300 kg. Le femmine sono in media 6 cm più lunghe e circa 8 kg più pesanti rispetto ai maschi, anche se il loro peso può variare sensibilmente a seconda della stagione; le femmine possono perdere fino al 50% del loro peso durante l'allattamento ed i maschi perdono una percentuale significativa di peso mentre lottano contro i rivali per l'accoppiamento. I cuccioli misurano circa 120 cm di lunghezza e pesano 20 e 30 kg alla nascita. Durante l'allattamento, cuccioli crescono a una velocità di circa 4,2 kg al giorno e dopo due o tre settimane quando vengono svezzati pesano circa 100 kg.

Dentatura adatta a filtrare il krill

I cuccioli nascono con un colore marrone chiaro, ma con gli anni diventano sempre più chiari e gli esemplari anziani sono quasi bianchi.
Queste foche hanno corpi affusolati e una testa più sottile rispetto agli altri focidi. Forse il loro adattamento più distintivo è la dentatura unica che consente questa specie di filtrare il krill antartico.

## Biologia

### Comportamento

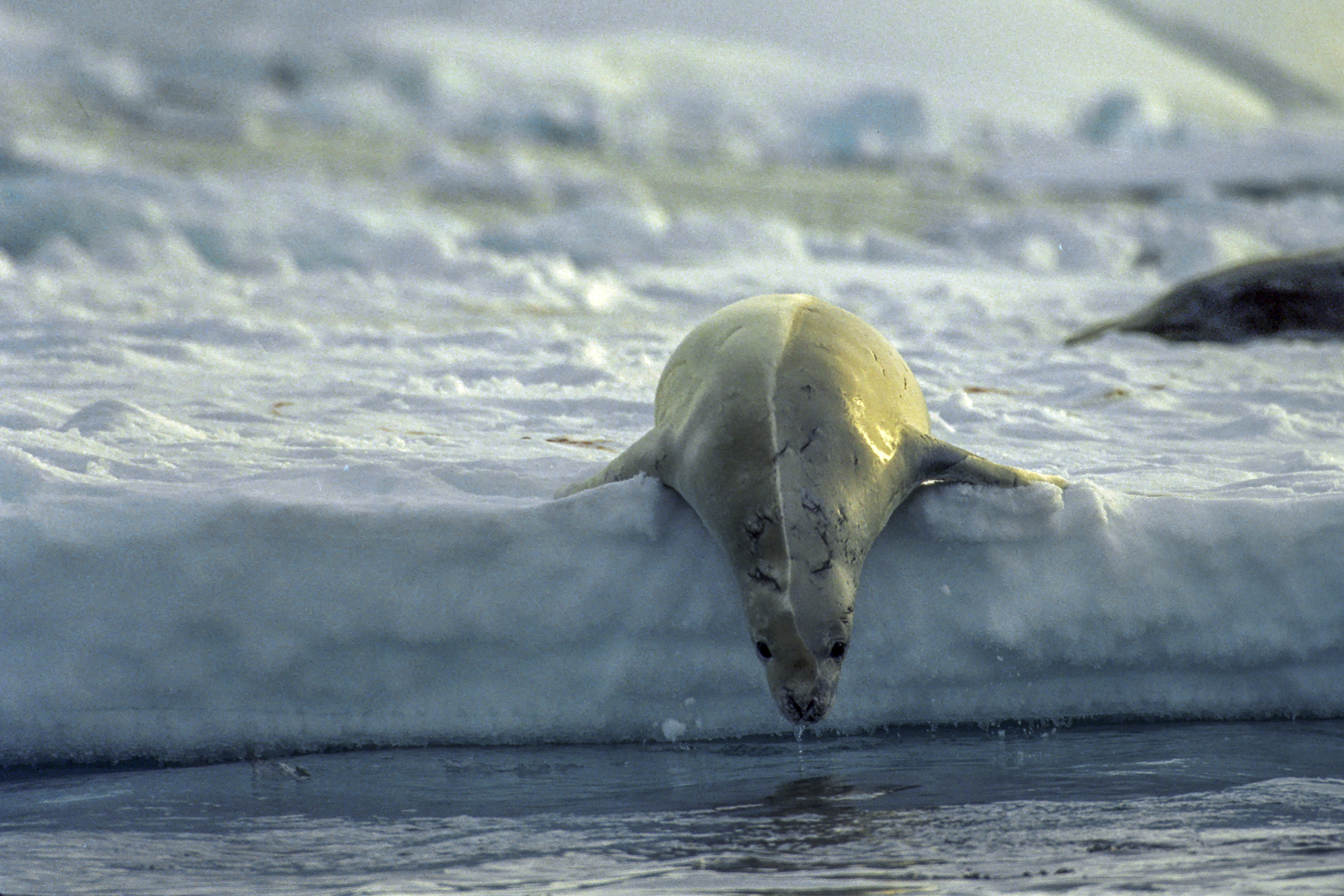

Queste foche hanno un'atipica andatura serpentina quando si muovono sul ghiaccio o sul terreno. Quando non è soggetto al surriscaldamento (ad esempio nelle giornate fredde), si può spostare sul terreno a circa 19–26 km/h per brevi distanze. Le foche cancrivore percorrono a nuoto circa 66 km al giorno a circa 12,7 km/h. Durante il nuoto, le foche cancrivore sono conosciute per effettuare il porpoising (saltando completamente fuori dall'acqua) e il spyhopping (alzando il corpo verticalmente fuori dall'acqua per un controllo visivo).
La foca cancrivora è la più gregaria fra le foche antartiche, sono state osservate sul ghiaccio in gruppi che superavano i 1000 esemplari, anche se questi grossi gruppi sono composti principalmente da esemplari giovani, mentre gli adulti si incontrano in piccoli gruppi di circa tre esemplari.
I cuccioli nascono durante la primavera antartica da settembre a dicembre. L'accoppiamento non è mai stato osservato direttamente e si pensa avvenga in acqua.
Le foche cancrivore si avventurano più lontane dal mare di qualsiasi altro pinnipede, sono state trovate carcasse a più di 100 km dal mare e a più di 1000 m sul livello del mare.

### Dieta
Nonostante il nome, le foche cancrivore non si nutrono di granchi, che non si trovano nell'habitat antartico. Invece si cibano principalmente di krill antartico, che comprende oltre il 90% della loro dieta, ma si nutrono anche di cefalopodi e pesci antartici. Questa dieta specializzata impedisce alla foca cancrivora di entrare in competizione per il cibo con altre foche antartiche come la foca di Weddell, la foca di Ross e la foca leopardo, ma entra in competizione con balene come la balenottera azzurra, la megattera e la balenottera minore antartica.

### Predazione
Le giovani foche cancrivore costituiscono una parte importante nella dieta delle foche leopardo. Infatti, la mortalità nel primo anno di vita è estremamente alta, eventualmente raggiunge l'80%. Le foche cancrivore sono predate anche dalle orche.

## Distribuzione e habitat
La foca cancrivora vive lungo le coste dell'Antartide e occasionalmente viene avvistata in: Sud America, Africa, Australia e Nuova Zelanda.